# 人民公园站 (南昌市)
人民公園站位于中华人民共和国江西省南昌市东湖区江旅·都市方舟地下，人民公园北门前，是南昌地铁4号线的地铁车站。本站于2021年12月26日和4号线一同启用。

## 车站结构
车站为地下二层岛式车站:54。

### 楼层
| 1层  | 地面               | 出入口                       |  |  |
| -1层 | 站厅               | 自动售票机、客服中心         |  |  |
| -2层 |                    | █ 4号线 往白马山（丁公路北） |  |  |
|      | 岛式站台，左侧开门 |                              |  |  |
|      |                    | █ 4号线 往鱼尾洲（上沙沟）   |  |  |

### 设计
本站是4号线的特色站之一，通过提取映山红杜鹃花为设计元素，打造了大气、现代的文化空间。杜鹃花开象征着鲜明的红色文化精神，象征中国革命的胜利，充分展现家国情怀。

### 出入口
| 编号      | 指示         | 图片 | 建议前往的目的地                                                                   |
| --------- | ------------ | ---- | ---------------------------------------------------------------------------------- |
| 出口 · 1L | 福州路南侧   |      | 人民公园、金昌利大厦、南昌市园林住宅小区                                           |
| 2-1       | 南京西路南侧 |      | 江旅·都市方舟、金阳光大厦、贤士二路、南京西路南社区                                |
| 2-2       | 南京西路北侧 |      | 贤士一路、南昌市中级人民法院小区、贤士一路社区、贤士名都、贤士二路、人民政府二大院 |
| 出口 · 3L | 南京西路南侧 |      | 江旅·都市方舟、武兴住宅小区、、福州支路                                            |
| 出口 · 4L | 福州路北侧   |      | 江旅·都市方舟、福州支路                                                            |
| 註： 設有 |              |      |                                                                                    |

## 历史
- 2016年6月8日，江西省环境保护厅发布了《南昌市轨道交通4号线一期工程拟受理情况的公示》[5]，并公布了《南昌市轨道交通4号线一期工程环境影响报告书（全文公示稿）》，由此得知本站工程名为南京西路站[3]。
- 2017年2月8日，南昌轨道交通集团有限公司公布了《2、3号线站点更名及4号线命名方案获批》，由此得知本站正式站名为人民公園站[6]。